# Muero por ti
«Muero por ti» es una canción interpretada por los cantantes mexicanos Luis Lauro y Danna Paola. Fue publicada el 1 de abril de 2011, por Universal Music México, como el primer sencillo del segundo álbum de Lauro, Amanecer (2011). 
«Muero por ti» recibió una respuesta positiva por los críticos contemporáneos. Su video musical fue lanzado el 1 de abril de 2011 en el canal de Paola en YouTube. Además, fue lanzado en inglés.

## Lanzamiento
Su lanzamiento se realizó principalmente en las redes sociales. La cantante mexicana Danna Paola publicó el 9 de abril de 2011, en su canal oficial en YouTube, el vídeo oficial en español. Hasta la fecha, han realizado una gran promoción en los medios, en los que se destacan programas de televisión como Sabadazo, TeleHit, Esta Cañón, entre otros. 
El 10 de julio de 2011, fue habilitada la descarga del sencillo en iTunes.

## Video musical
El video musical de "Muero Por Ti" fue lanzado el 9 de abril de 2011 a nivel mundial. Fue lanzado en dos versiones (español e inglés).

## Versiones
- «Muero Por Ti» - 03:56
- «Crushin'» - 03:56